# WrestleMania XXIV
WrestleMania XXIV var den 24. udgave af pay-per-view-showet WrestleMania produceret af World Wrestling Entertainment. Det fandt sted 30. marts 2008 fra Citrus Bowl i Orlando, Florida i USA, hvor der var 74.635 tilskuere. Det var anden gang, at WrestleMania blev afholdt udendørs (første gang var WrestleMania IX i 1993). 
Showets main event var en VM-titelkamp om WWE's World Heavyweight Championship mellem den regerende verdensmester Edge og The Undertaker. WWE's anden VM-titel, WWE Championship, blev forsvaret tidligere på programmet i en VM-titelkamp med tre deltagere – Randy Orton, John Cena og Triple H. Derudover var der også en kamp mellem Ric Flair og Shawn Michaels, hvor den 16-dobbelte verdensmester, Ric Flair, var tvunget til at indstille karrieren, hvis han tabte.

## Baggrund
John Cena vandt Royal Rumble i januar 2008, så han havde ret til at møde hvilken som helst af de tre verdensmestre i World Wrestling Entertainment, han ønskede, ved WrestleMania XXIV. På RAW den 28. januar valgte John Cena, at han hellere ville møde Randy Orton for hans WWE Championship ved No Way Out 2008 i stedet for at vente helt til WrestleMania XXIV. John Cena vandt kampen, men han vandt på via diskvalifikation, efter Orton slog dommeren i hovedet. Dommeren stoppede kampen, og Orton forsvarede sin titel.
William Regal annoncerede, at ved No Way Out i februar 2008 ville der være en Elimination Chamber Match. Vinderen af kampen ville møde vinderen af kampen mellem John Cena og Randy Orton for WWE Championship ved WresteMania XXIV. Triple H vandt kampen, efter han eliminerde Jeff Hardy.
På RAW den 18. februar lavede William Regal en kamp mellem John Cena og Randy Orton, hvor Triple H skulle være dommer, og hvis John Cena vandt kampen, ville han være med i VM-titelkampen ved WrestleMania XXIV i en Triple Threat Match. John Cena vandt kampen.
På SmackDown den 1. februar annoncerede Theodore Long, at der ville blive endnu en Elimination Chamber Match, der også ville finde sted ved No Way Out i februar 2008. Vinderen af kampen ville møde vinderen af kampen mellem Edge og Rey Mysterio om WWE's World Heavyweight Championship ved WrestleMania XXIV. The Undertaker vandt kampen, efter han eliminerde Batista.
På ECW-showet den 11. marts annoncerede ECW's General Manager Armando Estrada, at umiddelbart inden WrestleMania XXIV ville der være en 24-Man Battle Royal, hvor vinderen ville møde Chavo Guerrero for hans ECW Championship senere samme aften. Den battle royal blev vundet af Kane. 
Money in the Bank kvalifikationskampe
- Mr. Kennedy besejrede Val Venis på RAW d. 18. februar
- Shelton Benjamin besejrede Jimmy Wang Yang på SmackDown d. 22. februar
- Chris Jericho besejrede Jeff Hardy på RAW d. 25. februar
- Carlito besejrede Cody Rhodes på RAW d. 3. marts
- MVP besejrede Jamie Noble d. 8. marts.
- CM Punk besejrede Big Daddy V ved et ECW-show d. 11. marts

## Resultater
- JBL besejrede Finlay (med Hornswoogle) i en Belfast Brawl
- CM Punk besejrede Shelton Benjamin, Chris Jericho, Carlito, Montel Vontavious Porter, Mr. Kennedy og John Morrison i en Money in the Bank Ladder Match
  - CM Punk vandt dermed rettighederne til en VM-titelkamp.
- Batista besejrede Umaga.
- ECW Championship: Kane besejrede Chavo Guerrero
  - Kane vandt dermed ECW-titlen.
- Shawn Michaels besejrede Ric Flair i en Career Threatening Match
  - Ric Flair var pga. nederlaget tvunget til at indstille karrieren.
- Beth Phoenix og Melina (med Santino Marella) besejrede Maria og Ashley i en Playboy BunnyMania Lumberjill Match
- WWE Championship: Randy Orton besejrede John Cena & Triple H i en Triple Threat Match
- Floyd Mayweather, Jr besejrede Big Show i en No Disqualification Match
- World Heavyweight Championship: The Undertaker besejrede Edge
  - The Undertaker vandt dermed VM-titlen.